# Smash Hits (Jimi Hendrix)
Smash Hits è la prima raccolta della band britannico-statunitense The Jimi Hendrix Experience, pubblicata nel 1968 nel Regno Unito e nel 1969 negli Stati Uniti.

## Storia
La raccolta viene prodotta da Chas Chandler, e sarà anche l'ultimo album che produrrà con il gruppo. La compilation viene prodotta durante il periodo nel quale la band stava creando e registrando il loro terzo ed ultimo album in studio, Electric Ladyland. Con l'aiuto dell'ingegnere del suono, Eddie Kramer, Hendrix raccoglie le migliori canzoni prodotte fino ad allora e dà vita alla raccolta, la quale però non contiene alcuna traccia dal secondo album pubblicato appena quattro mesi prima Axis: Bold as Love. Le tracce introdotte sono i primi quattro singolo pubblicati in Inghilterra con le rispettive B-Side e altri quattro brani, tra i quali Burning of the Midnight Lamp, inclusa cinque mesi dopo in Electric Ladyland.
La pubblicazione nel Regno Unito venne fatta 16 aprile 1968 dalla Track Records e nel resto d'Europa dalla Polydor Records. Come copertina la casa discografica Polydor Records, e poi anche la Reprise Records, usa tre diverse foto, scattate da Dezo Hoffmann a Hendrix, in tre diverse prospettive, che verranno sovrapposte tra di loro per ottenere un'immagine quasi tridimensionale. La compilation raggiunse il quarto posto nella classifica britannica.
Nel 1969 la Polydor Records pubblica la raccolta in Giappone, ma usa una copertina completamente diversa, opera di Karl Ferris, fotografo personale di Hendrix. La versione americana presenta, rispetto a quella inglese, delle differenze volute dalla Reprise Records, che non fece pubblicare la raccolta fino alla metà del 1969, quando Noel Redding lasciò la band, e ne stampò quindi una versione destinata al solo mercato americano, dove raggiunse il sesto posto nella Billboard 200. La compilation si aggiudica due dischi di platino dalla RIAA per aver venduto più di 2.000.000 di copie negli Stati Uniti.

## Tracce
Tutte le canzoni sono di Jimi Hendrix, eccetto dove indicato.

### Versione UK
1. Purple Haze - 2:52
2. Fire - 2:45
3. The Wind Cries Mary - 3:20
4. Can You See Me - 2:33
5. 51st Anniversary - 3:16
6. Hey Joe - 3:30 (Roberts)
7. Stone Free - 3:36
8. The Stars That Play with Laughing Sam's Dice - 4:21
9. Manic Depression - 3:42
10. Highway Chile - 3:32
11. Burning of the Midnight Lamp - 3:39
12. Foxy Lady - 3:18

### Versione USA
1. Purple Haze - 2:52
2. Fire - 2:45
3. The Wind Cries Mary - 3:20
4. Can You See Me - 2:33
5. Hey Joe – 3:30 (Roberts)
6. All Along the Watchtower - 4:00 (Bob Dylan)
7. Stone Free - 3:36
8. Crosstown Traffic - 2:19
9. Manic Depression - 3:42
10. Remember - 2:48
11. Red House - 3:50
12. Foxy Lady - 3:19

- Red House è diversa dalla versione presente nell'album Are You Experienced.

## Formazione
- Jimi Hendrix - chitarra, voce, basso, pianoforte
- Mitch Mitchell - batteria
- Noel Redding - voce, basso